# 小野文子
小野 文子（おの ふみこ）は、日本の元卓球選手。現役時代は全日本卓球選手権大会等で活躍し、何度も優勝した。

## 経歴
青森山田高等学校在学時の1970年度、全国高等学校卓球選手権では工藤奉子と出場したダブルスで優勝。
愛知工業大学在学時の1973年度、全日本選手権では田村隆と出場した混合ダブルス決勝で荒蒔基邦 / 高瀬良子組を2-1で倒し優勝。
1974年度、全日本学生卓球選手権大会では鎌倉由美子と出場した女子ダブルスで優勝。※以降、女子ダブルスのペアは全て鎌倉。全日本選手権では女子ダブルス決勝で葛巻まゆみ / 小野智恵子組に0-2で敗れ準優勝。田村と出場した混合ダブルス決勝で伊藤繁雄 / 大関行江組に0-2で敗れ準優勝。
1975年度、学生選手権シングルスで優勝。全日本大学対抗卓球大会では愛工大を優勝に導き、敢闘賞に選出された。全日本選手権女子ダブルス決勝で高山徳子 / 菅谷佳代組に0-2で敗れ準優勝。
青森県信用組合在籍時の1976年度、全日本選手権女子ダブルス決勝で横田幸子 / 千葉良子組を2-1で倒し初優勝。
1977年度、全日本選手権シングルス決勝では長洞久美子に2-3で敗れ準優勝。女子ダブルス決勝で高橋省子 / 中井万里子組を2-0で倒し2連覇。
1978年度、全日本選手権女子ダブルス決勝で小室恵子 / 上野由貴子組を2-1で倒し3連覇。